# Bois de Païolive
Le bois de Païolive est une forêt ancienne qui s'étend sur 16 km2 dans le sud du département de l'Ardèche. Ce bois possède une forte valeur patrimoniale du fait de sa grande richesse en matière de biodiversité, de naturalité ainsi que par les paysages de pierre traversés par les gorges du Chassezac.

## Situation
Le bois de Païolive se situe à l'extrême sud du département de l'Ardèche (Rhône-Alpes), au pied des Cévennes, en limite des départements du Gard et de la Lozère, situés en Languedoc-Roussillon. À la périphérie des Vans, et à une trentaine de kilomètres au sud-ouest d'Aubenas, le bois de Païolive s'étend sur les trois communes des Vans, de Banne et de Berrias-et-Casteljau.

## Histoire

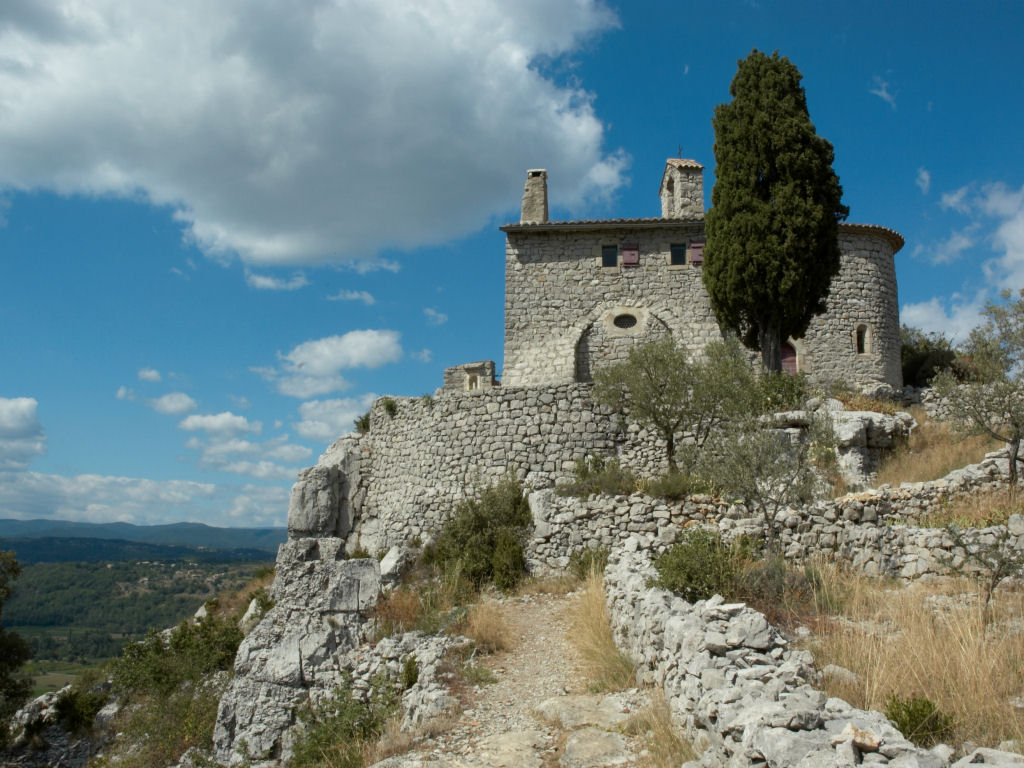
Ermitage Saint-Eugène dans le bois de Païolive.

### Paléolithique
Par sa position géographique, à proximité de grandes voies de passages naturels, et de son climat clément, l'Ardèche méridionale a toujours été un lieu privilégié ayant permis l'implantation des populations depuis la plus lointaine Préhistoire. Les fouilles, au niveau de l'abri des pêcheurs, montrent que concomitamment aux gorges de l'Ardèche, les gorges du Chassezac ont également abrité au Paléolithique des hominidés lors des périodes glaciaires. Néandertal d'abord, il y a 52 000 ans, puis Homo sapiens (Cro-Magnon) ensuite.

### Néolithique
Durant l'âge des métaux, les nombreux dolmens de l'Ardèche, et donc ceux de Païolive, ainsi que les vestiges de poterie sont les témoins principaux des débuts de l'agriculture et la poterie puis de l'âge des métaux dans les environs.

### Temps historiques
Les nombreux vestiges d'aménagements divers en pierre sèche nous montrent une population rurale habitant et exploitant essentiellement la périphérie du bois, dans la plaine, près des cours d'eau mais aussi exploitant les lieux les plus reculés, les plus secs et les plus rocheux.
Les héros du roman de Firmin Boissin, Jan de la Lune sont passés par l'ermitage Saint-Eugène, la Denaille de la Padelle et la Gleysasse après la dispersion du dernier camp de Jalès. Les terrasses, murettes, capitelles, béalières sont les témoins d'un passé rural parfois fort difficile.

## Milieu naturel

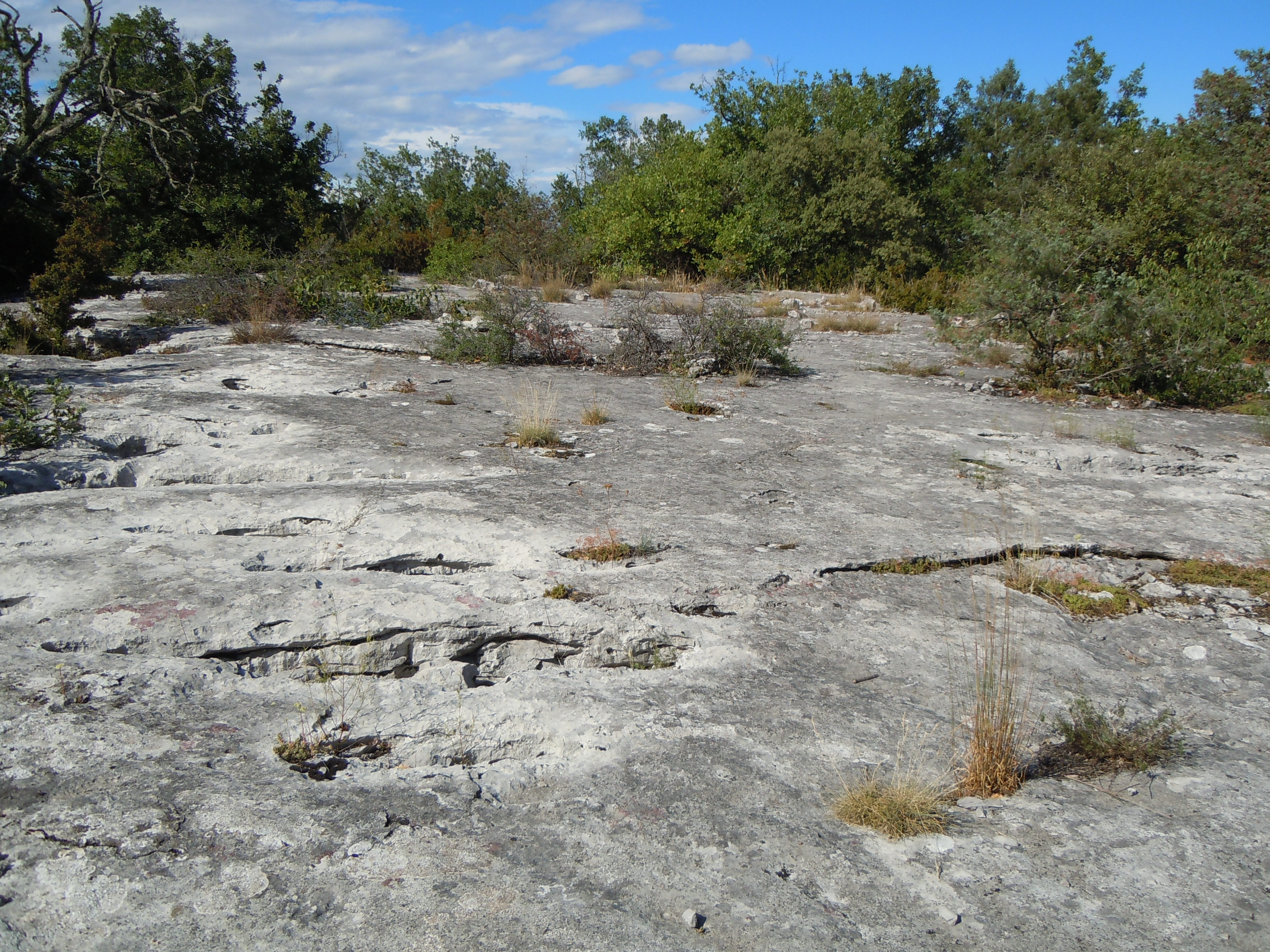
Affleurement calcaire

Le bois de Païolive est un site géologique remarquable mais aussi un haut-lieu de la biodiversité et de la naturalité en Europe. Ce vaste secteur se compose d'une mosaïque de milieux naturels offrant un havre de paix et de protection à de très nombreuses espèces animales et végétales.
Datant du Jurassique (180 millions d'années), ce milieu calcaire karstique « à caractère ruiniforme » est issu de l'érosion des calcaires. Ce phénomène a donné naissance à des formes naturelles surréalistes, comme des gorges profondes creusées par le Chassezac, rivière descendant de Lozère ; des fractures et diaclases diverses créant de superbes lapiaz ; ou des chaos minéral et végétal aux formes tourmentées, véritables labyrinthes de sculptures naturelles.
Les milieux naturels sont très variés, on note notamment la présence de milieux aquatiques autour des berges du Chassezac, mais aussi près des ruisseaux du plateau calcaire, avec des végétaux aux bords des rivages sous forme de ripisylve. Des milieux rupestres, des hautes falaises et des forêts anciennes de chêne blanc et de chêne vert s'ajoutent à ces zones humides, ainsi que
des garrigues et pelouses sèches sur les affleurements calcaires arides.
Le sous-sol est parsemé de grottes et de résurgences, reliées par plusieurs réseaux de galeries souterraines. Le premier géologue à les avoir décrit est Jules de Malbos,.
Le hameau de Berrias, au sein de la commune de Berrias-et-Casteljau, sur lequel a été étudiée une roche calcaire particulière, a donné son nom à un étage géologique : le berriasien.

## Protection

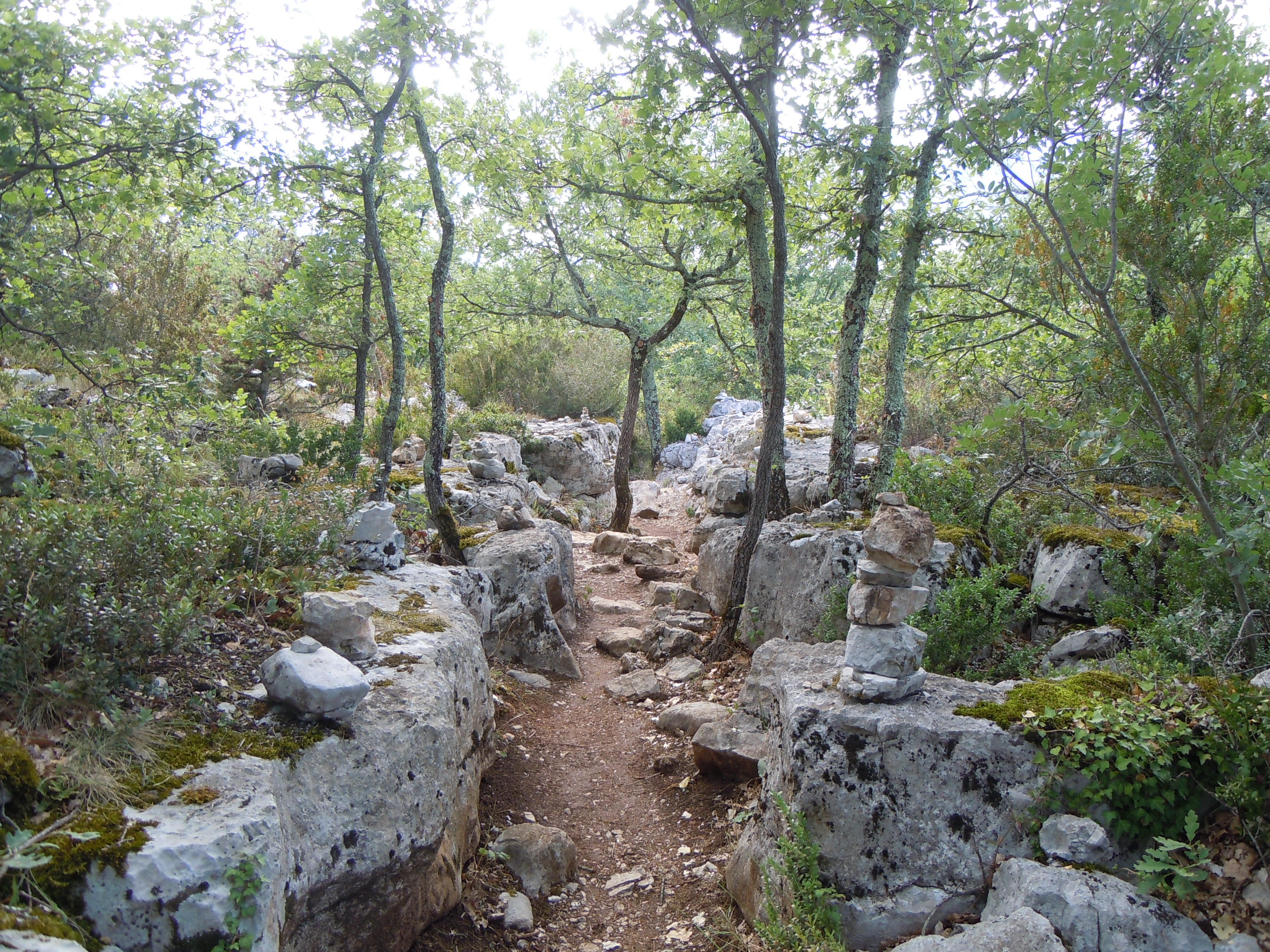
Sentier de randonnée bordé de murets de pierre

Le bois de Païolive est protégé par la loi depuis 1934. 
Il est classé en  zone naturelle d'intérêt écologique, faunistique et floristique de type I sous le numéro régional no 07170001
, site d'importance communautaire Natura 2000,
et Espace Naturel Sensible.
De nombreuses espèces végétales et animales y sont régulièrement étudiées, voire découvertes.

## Flore
Le site compte plusieurs espèces endémiques rares protégées.
- Centaurée presque blanchâtre : Centaurea maculosa subsp. subalbida
- Centranthe de Lecoq : Centranthus lecoqii Jordan
- Crocus bigarré (Crocus de Crest) : Crocus versicolor Ker-Gawler
- Epipactis à petites feuilles : Epipactis microphylla (Ehrh.) Swartz
- Corbeille d'argent à gros fruits : Hormathophylla macrocarpa (DC.) Küpfer
- une mousse épiphyte : Codonoblepharon forsteri (Dicks.) Goffinet

## Faune

### Mammifères
On note la présence du Castor d'Europe et de plusieurs espèces de chiroptères.

### Oiseaux
Le bois de Païolive est un site de nidification d'espèces rares comme le martin-pêcheur d'Europe, le grand-duc d'Europe, le rollier d'Europe, le pic épeichette, le faucon hobereau, l'alouette lulu, le milan noir, le merle bleu, le balbuzard pêcheur, la fauvette orphée et la huppe fasciée.

## Activités sportives
Le bois de Païolive comporte plusieurs sentiers pédestres balisés, comme le « sentier de la Vierge », le « sentier de la corniche » ou la « boucle du randonneur ». La pratique de la spéléologie est facilitée par la présence de grottes reliées par plusieurs réseaux de galeries souterraines.